# Joseph Hambro

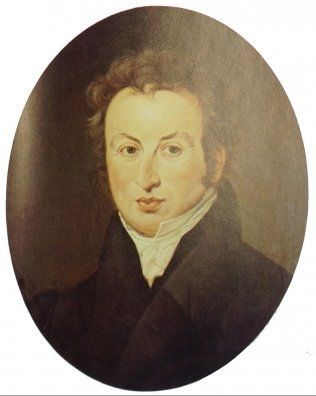
Joseph Hambro

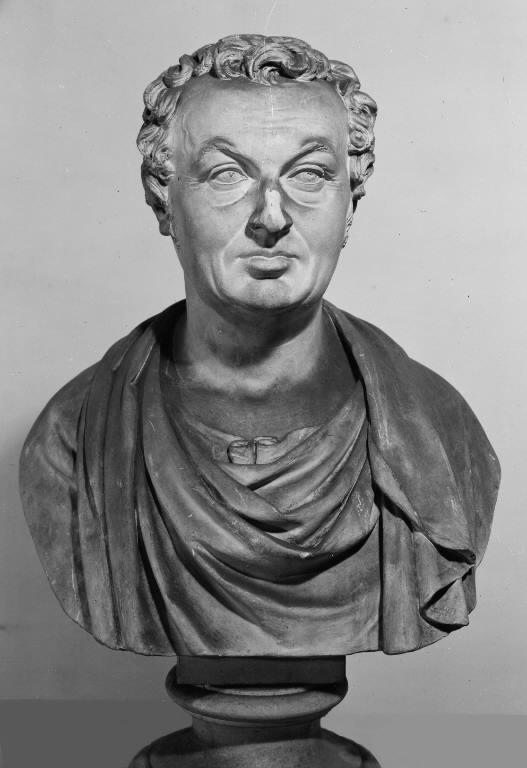
Büste Joseph Hambros, von H. W. Bissen, 1853

Joseph Hambro (* 4. November 1780 in Kopenhagen; † 3. Oktober 1848 in London) war ein dänischer Kaufmann, Bankier und Hofrat.

## Herkunft
Sein Vater war Calmer Joachim Hambro (1747–1806), Sohn des Nachman Joachim Levy/Lewisohn (gestorben 1783 in Hamburg, auch: Nachman Joachim Levi Rendsburg), ein jüdischer Seiden- und Textilkaufmann, der als Kalman Joachim Levy in Rendsburg geboren wurde und in Hamburg aufwuchs. Als dieser 1778 nach Kopenhagen umzog und der Registerbeamte den eigentlich gewünschten Namen Hamburg falsch erfasste, nahm er seinen neuen Nachnamen Hambro an. Er heiratete ebendort im gleichen Jahr eine Cousine, Thobe (Dorothea) Levy (1756–1820), 1779 übernahm Calmer Hambro das Geschäft seines Schwiegervaters Isach Joseph Levi in Kopenhagen und wurde später der Hofbankier des dänischen Königs. Joseph Hambro kam 1780 in Kopenhagen zur Welt und hatte die Geschwister Sophie Hambro, Carl Simon Hambro (1782–1831, Fabrikbesitzer in Kopenhagen) und Isaac Hambro (1782–1865, Vorfahr der Familie Hambro in Norwegen, 1810 nahm er den Namen Edvard Isach Hambro an und erwarb im selben Jahr als Kaufmann die Bürgerschaft in Bergen).

## Frühes Leben
Seine Eltern waren zunächst verarmt, und wie es damals bei den Söhnen einer armen jüdischen Familie üblich war, begann Joseph Hambro bereits mit dreizehn Jahren, sich sein erstes Geld durch Straßenverkäufe (Geschirr und Socken) zu verdienen. Im Alter von 17 Jahren kam Joseph Hambro nach Hamburg, wo er eine gründliche kaufmännische Ausbildung in der Firma Fürst, Haller & Co des Lorenz Levin Salomon Fürst (dessen Schwiegermutter Elisabeth Levy (1753–1837) wohl Tochter des Nachman Joachim Levy/Lewisohn war) und Martin Joseph Haller genoss. Drei Jahre später ließ sich Hambro als Ladenbesitzer wieder in Kopenhagen nieder, und es dauerte nicht lange, bis sein Geschäft größere Ausmaße annahm, so dass er nach und nach in verschiedene andere Geschäftsbereiche einstieg.

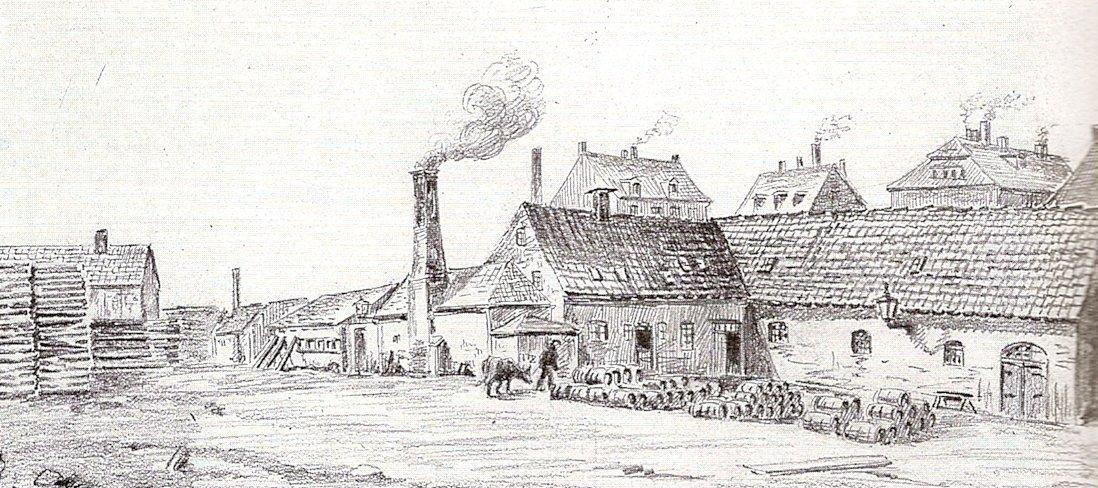
Hambros-Platz in Christianshavn, Kopenhagen

## Laufbahn
Joseph Hambro wurde erfolgreicher Kaufmann und Bankier. Im Jahr 1800 trat er in das Bankhaus seines Vaters ein, das nun unter C. J. Hambro & Son firmierte. Unter seiner Leitung gab die Bank 1821 bis 1827 Kredite an die dänische Regierung. Nach der Vermittlung einer englischen Anleihe an die dänische Staatskasse wurden er und sein Geschäftspartner Georg Gerson 1821 von König Frederik VI. zum „Hofråd“ ernannt.
Um 1830 kaufte er den Bodenhoffs Plads in Christianshavn, der fortan als Hambros Plads benannt war, wobei er dort sowohl eine Reismühle mit Dänemarks erster Dampfmaschine, die erste Konservenfabrik des Landes als auch eine Bäckerei gründete. Außerdem verstand er es, gute Fachkräfte für seine Unternehmen zu gewinnen, etwa den Gerichtsanwalt Georg Gerson und den Kaufmann und späteren Nachfolger Andreas Nicolai Hansen. Hambro wurde auch Berater des dänischen Finanzministers Johann Sigismund von Mösting.

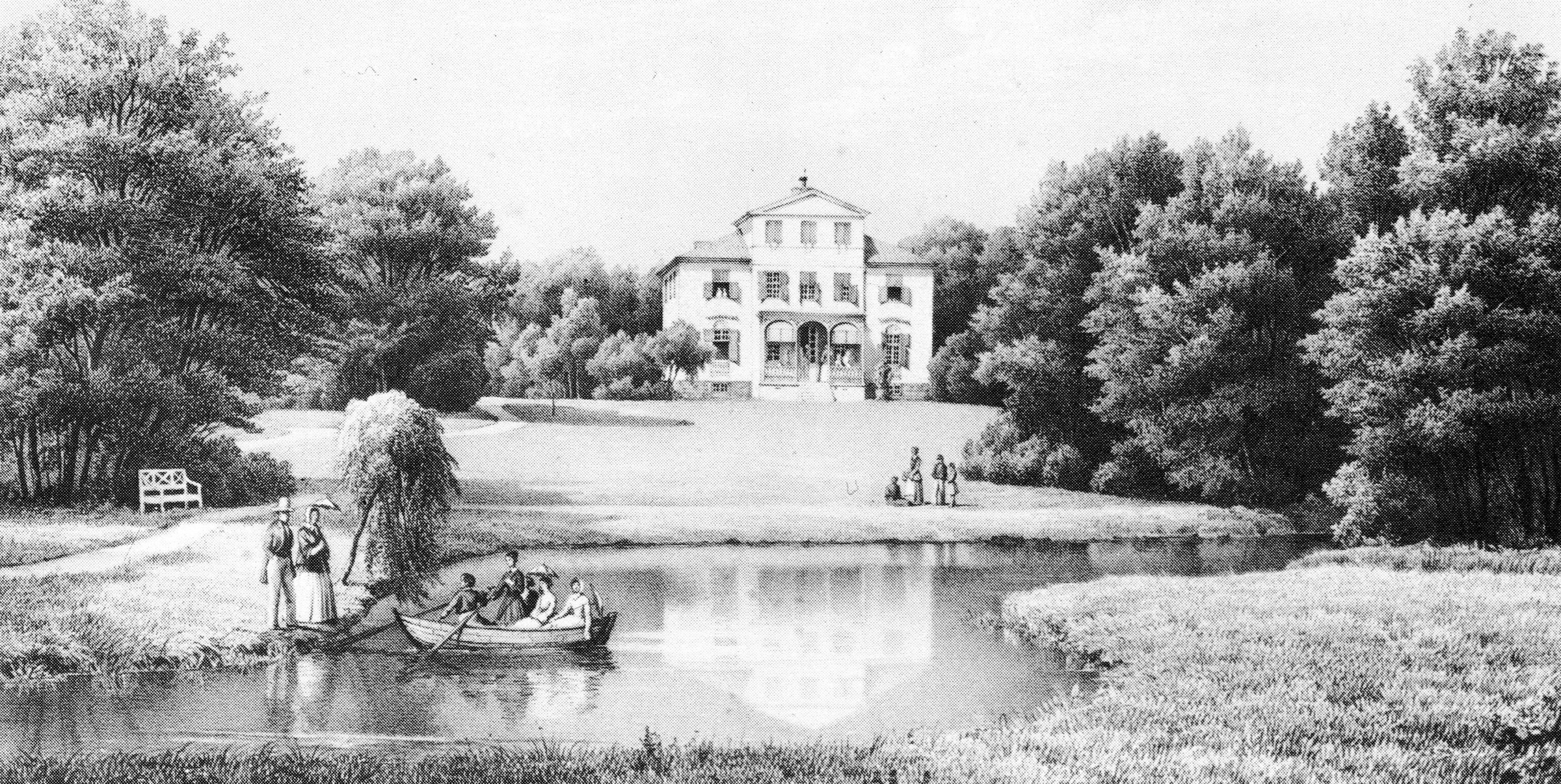
Landhaus Øregaard

Er war ab 1833 für zehn Jahre Besitzer des Landhauses Øregaard in Hellerup, wo die Hambros-Allee gegenüber dem Landhaus nach ihm benannt ist. 1838 wurde er zum Ritter des Dannebrogordens erhoben.
Nachdem sein Sohn Carl Joachim Hambro (1807–1877) nach London übergesiedelt war, zog er 1840 ebenfalls dorthin, wo er als Bankier den Rest seines Lebens verbrachte. Sowohl zu Lebzeiten als auch testamentarisch spendete Joseph Hambro seiner dänischen Heimat erhebliche Geldsummen, teils an die jüdische Gemeinde in Kopenhagen, teils an notleidende Hinterbliebene von Kaufleuten.

## Familie
Joseph Hambro war mit Marianne von Halle (1786–1838) verheiratet, der Tochter des Kopenhagener Großhändlers Wulff Levin von Halle, auch Wolf bar Lejb Halle (1753–1828, Kopenhagen) und der Priwche Goldschmidt (1761–1807). Sie hatten den Sohn Carl Joachim Hambro, der im Glauben der Dänischen Nationalkirche erzogen wurde und nach London zog, wo er 1839 die noch heute bestehende Hambros Bank gründete und später als Baron nobilitiert wurde.